# Saul Pineles
Saul Pineles (ur. 1834 w Tyśmienicy, zm. 28 września 1903 w Wiedniu) – żydowski kupiec, przedsiębiorca budowlany, fabrykant.

## Życiorys
Urodził się w 1834 w Tyśmienicy. Pochodził z Wiednia. Był kupcem.
Po ustanowieniu autonomii galicyjskiej został wybrany radnym miejskim w Sanoku w 1867 oraz 14 marca tego roku wybrany asesorem w urzędzie gminy miasta Sanoka. W 1869 był jednym z czterech członków komitetu budowy z okazji 300-lecia unii lubelskiej. Po kolejnych wyborach uzyskał reelekcję w radzie i został wybrany asesorem 14 kwietnia 1870. Pod koniec 1890 jako właściciel realności i fabryki został uznany przynależnym do gminy Sanok wraz z żoną i trójką dzieci.
Jego przedsiębiorstwo budowlane prowadziło roboty przy umocnieniach w Przemyślu, wstrzymane w 1874, w związku z czy w późniejszych latach dochodził odszkodowania z tego tytułu. Od 1885 na własny koszt budował gmach przy ówczesnym trakcie Rymanowskim w Sanoku. Budowę ukończono w 1886. Po uzyskaniu zgody na utworzenie w mieście C. K. Sądu Obwodowego władze miasta zobowiązały się najmować budynek przez okres 25 lat począwszy od 1 października 1886 (Sąd Obwodowy został otwarty 1 września 1887). Budynek sądu w Sanoku mieści się przy ulicy Tadeusza Kościuszki 5.
W listopadzie 1882 nabył fabrykę papieru w Oberwaltersdorf. Stworzył w niej fabrykę sztucznej wełny i nakryć koni. Do końca życia był właścicielem tamtejszej fabryki sukni, nakryć i wełny, sygnowanej swoim imieniem i nazwiskiem (niem. Oberwaltersdorfer Roben- Decken und Wolfabrik Saul Pineles).
Zamieszkiwał w Wiedniu pod adresem IX, Porzellangasse 50. Zmarł 28 września 1903. Został pochowany na Cmentarzu Centralnym w Wiedniu 30 września 1903.
Jego żoną była Clara (wzgl. Chaja) z domu Herzig (1834-1910). Jego dziećmi, urodzonymi w Sanoku, byli: Markus (wzgl. Mordechaj, 1853-1931, kupiec), Stanislaus (właśc. Samuel / Stanisław, 1857-1921, doktor prawa rzymskiego na Uniwersytecie Wiedeńskim), Etka (1859-1936, żona prof. dr. Josefa Herziga), Broncia (właśc. Bronisława, 1863-1934, artystka malarka), Friedrich (1868-1936, lekarz doktor).
Pod koniec życia Saul Pineles oferował zbycie gmachu sądu w Sanoku na rzecz państwa. Już po jego śmierci gmach sądu został nabyty z masy spadkowej 1 lutego 1905 i 7 czerwca 1905 odebrany na własność państwa.